# Detlof Heijkenskjöld den yngre
Detlof Heijkenskjöld den yngre, född 5 januari 1751 i Ljusnarsbergs socken, död 2 oktober 1824 i Hällefors, var en svensk bruksägare och riksdagsman.

## Biografi
Detlof Heijkenskjöld den yngre var son till Detlof Heijkenskjöld den äldre av adelsätten Heijkenskjöld och Catharina Elisabeth Hising född i släkten Hising. Han hette Heijke tills fadern adlades när han själv var tio år. Han företrädde släkten Heijkenskjöld i riksdagen, och deltog 1809 när adelns framtid diskuterades, och han var då reformvänlig. År 1817 fick han titeln bergsråd.
När fadern avled 1775 löste han ut syskonens andelar i Hällefors bruk, varefter han ägde 3/4 av det och köpte upp resten 1821. Han verkade kraftfullt för Hälleforsbygden och anlade Sveriges första folkpark där, i Krokborn, samt hjälpte arbetarna med jordbruksfrågor och husbyggnationer. Barnen till hans anställda fick gratis skolgång. År 1782 uppförde han Hällefors herrgård på platsen för forna kungsgården som brunnit ner.
Han var gift med Ulrica Lovisa Victorin, vars mor tillhörde släkten Halenius. De fick dottern Margaretha Heijkensköld, ytterligare två döttrar, en son som drunknade i Arbogaån och sonen kammarherre Carl Gustaf Heijkenskjöld som övertog bruket i Hällefors.